# .co (セカンドレベルドメイン)
多くの国で、.co (commercialの略称)はDNSにおけるセカンドレベルドメイン。ドメイン登録者は、.co.xx という形でドメインを登録する。(xxはccTLD。例えば英国では.co.uk、日本では.co.jp)。
.coをセカンドレベルドメインとして使用している国には、バルバドス(.bb)、クック諸島(.ck)、コスタリカ(.cr)、インド(.in)、インドネシア(.id)、イスラエル(.il)、日本(.jp)、ニュージーランド(.nz)、南アフリカ(.za)、韓国(.kr)、タイ(.th)、イギリス(.uk)、ベネズエラ(.ve)がある。
トップレベルドメインとしての.coはコロンビアのccTLDでもある。現在の管理者であるNeustarは.comの代わりにグローバル市場へ販売している。 